# Villa Barberis
La villa Barberis est une historique résidence éclectique de Baveno au Piémont en Italie.

## Histoire
La villa fut construite début XVIe siècle à la demande de Alberto Barberis, un globe-trotteur originaire de Verceil mais qui avait longtemps vécu en Orient.

## Description
La villa se trouve dans la commune de Baveno en position panoramique sur le lac Majeur. La bâtiment présente un style éclectique caractérisé par des éléments exotiques comme le minaret présent dans la façade orientée vers le lac.